# Jack Parker
Jack Parker   (Oklahoma, 27 de setembre de 1915 - 29 de maig de 1964) va ser un atleta estatunidenc, especialista en el decatló, que va competir durant la dècada de 1930.
El 1936 va prendre part en els Jocs Olímpics de Berlín, on va guanyar la medalla de bronze en el decatló del programa d'atletisme.